# 若水堂简体书店

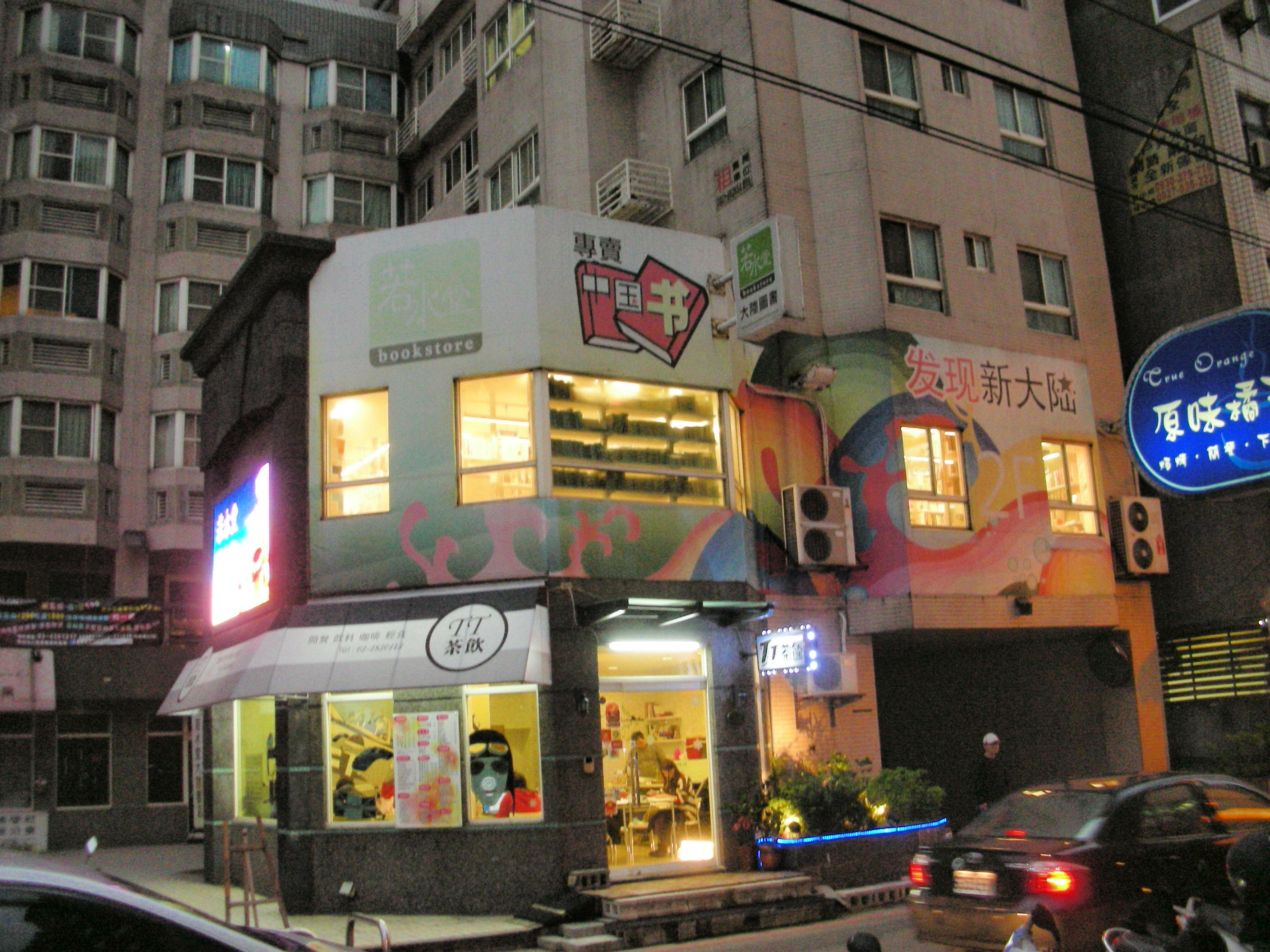
若水堂简体书店桃園中原門市（2012年）

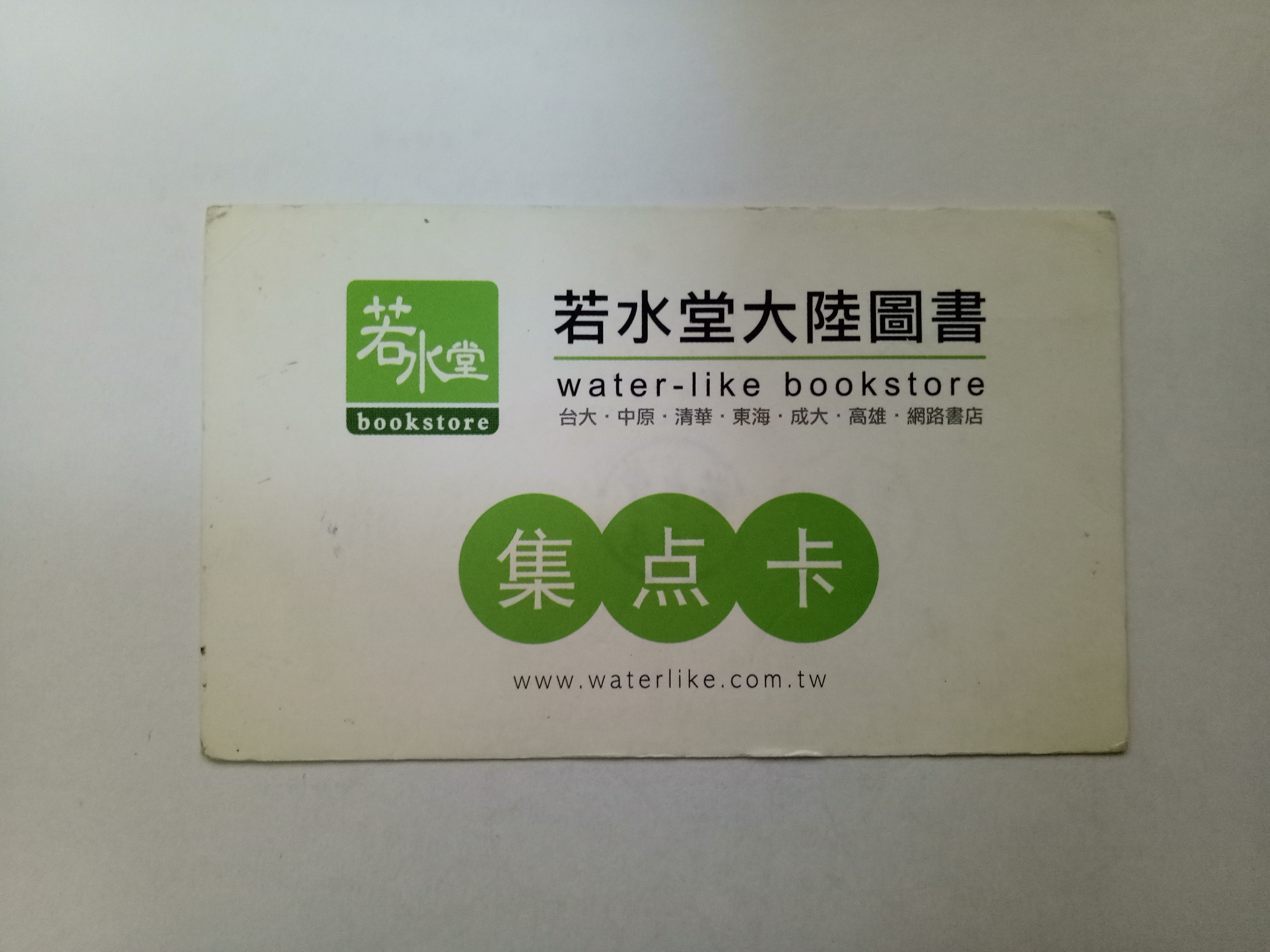
若水堂書店集點卡（約2010年代初期）

若水堂简体书店是一間已結業的臺灣連鎖書店，以專賣簡體中文書籍及雜誌（主要為中國大陸出版圖書）為特色。若水堂書店成立於2002年底，負責人是夏潮基金會董事長宋東文，以「希望改變台灣社會對簡體書店的刻板印象，藉簡體書推廣給一般社會大眾」為宗旨而創立。籌備之初，引用老子《道德經》「上善若水，水善利萬物而不爭」之意涵，而決定以「若水堂」為名。
2002年在台中東海大學附近成立第一間店，並於2003年成立網路書店，巔峰時期陸續開了6家分店，包含台中東海門市、桃園中原門市、高雄門市、台南成大門市、新竹清華門市、台北台大門市，以簡體書在台灣市場相對小眾的情況下，仍累積了近萬名會員，年營銷冊數達到數十萬冊的成績，
為台灣具指標性的中國大陸圖書專賣店。
後因國人閱讀習慣改變等因素，陸續關閉旗下的4間分店，至2020年9月初時僅餘台大、高雄門市。
2020年7月22日起中止網路書店服務，同年8月，若水堂在其臉書專頁宣布將在9月30日關閉最後兩家分店，結束18年歷史。

## 分店資訊
若水堂在全盛期共在全台開設了6間分店，店址多鄰近大專院校，以下為結業前各分店的相關資訊。
| 縣/市  | 分店                                                       |
| 台北市 | 台大門市:台北市新生南路三段98號4樓（近臺灣大學）           |
| 桃園市 | 中原門市:桃園市中壢區大仁二街10號2樓（近中原大學）         |
| 新竹市 | 清華門市:新竹市光復路二段350號6樓（近清華大學）            |
| 台中市 | 東海門市:台中市龍井區台灣大道五段43之3號2樓（近東海大學）  |
| 台南市 | 成大門市:台南市大學路西段53號4樓（近成功大學）             |
| 高雄市 | 高雄門市:高雄市苓雅區林德街3號2樓之2（近國立高雄師範大學） |

## 外部連結
- 若水堂簡體書店官方網站 （页面存档备份，存于） (暫停使用)
- 官方臉書專頁